# Затонский, Дмитрий Викторович
Дмитрий Викторович Затонский (30 марта 1971, Новосибирск) — советский и российский хоккеист. Заслуженный мастер спорта России (2002). Лучший снайпер Суперлиги сезонов 1999/2000 и 2004/2005. Чемпион МХЛ сезона 1993/1994 в составе «Лады», серебряный призёр Суперлиги сезонов 2000/2001 и 2005/2006; чемпион России 2003/2004 и обладатель Кубка европейских чемпионов 2005 г. в составе омского «Авангарда». Серебряный призёр чемпионата мира 2002 в составе сборной России.

## Карьера
Воспитанник новосибирского хоккея. Выступал за «Сибирь» (Новосибирск, 1987—1989, 1992—1997), «Машиностроитель» (Новосибирск, 1988, 1989), СКА (Новосибирск, 1990), СКА МВО (Тверь, 1991), «Ладу» (Тольятти, 1994), «Авангард»-ВДВ (Омск, 2003), «Салават Юлаев» (Уфа, 2007), «Салават Юлаев»-2 (Уфа, 2007).
В сезонах 1998—2006 годов провёл за «Авангард» 495 игр, забросил 157 шайб, сделал 175 передач, набрал 416 минут штрафа.
Лучший бомбардир команды по итогам чемпионата 2001 года. Лучший снайпер команды по итогам чемпионатов 2000 года — 23 шайбы, 2001 года — 15 шайб, 2003 года — 21 шайба, 2005 года — 26 шайб. Лучший ассистент команды по итогам чемпионата 1999 года — 17 передач.
Чемпион России 1994 и 2004 годов, серебряный призёр 2001 года. Обладатель Кубка Межнациональной хоккейной лиги 1994 года. Обладатель Кубка европейских чемпионов 2005 года. Третий призёр Континентального Кубка 1999 года.
Серебряный призёр чемпионата мира 2002 года. За сборную России 49 матчей, 10 шайб, 9 передач.
В высшем дивизионе 648 игр, 210 шайб, 212 передач, 484 минуты штрафа. Всего за карьеру в различных лигах сыграл 1 000 матчей, забросил 335 шайб, сделал 286 передач, набрал 592 минут штрафа.
12 августа 2016 года назначен старшим тренером по хоккею Центра зимних видов спорта Новосибирской области.
12 сентября 2019 года назначен на должность Регионального представителя Ночной Хоккейной Лиги по Новосибирской области (избран на должность Рег. представителя НХЛ 07 сентября 2019 года).

## Достижения
- Чемпион России — 1994, 2004
- Обладатель Кубка Межнациональной хоккейной лиги 1994
- Серебряный призёр чемпионата России — 2001, 2006
- Серебряный призёр чемпионата мира 2002
- Обладатель Кубка европейских чемпионов 2005
- Третий призёр Континентального Кубка 1999
- Именной стяг Дмитрия Затонского № 10 был поднят под своды КСК «Сибирь» 01 ноября 2011 года.